# Železniční trať Lysá nad Labem – Ústí nad Labem
Železniční trať Lysá nad Labem – Ústí nad Labem západ (v jízdním řádu pro cestující označená číslem 072) vede z Lysé nad Labem přes Všetaty, Mělník, Štětí, Litoměřice a Velké Žernoseky do Ústí nad Labem. Trať je součástí celostátní dráhy, je dvojkolejná a elektrizovaná. Trať je někdy hovorově zvaná „pravobřežka“ (vede po pravém břehu Labe), dříve též „uhelná magistrála“.

## Historie
Trať postavila v roce 1874 Rakouská severozápadní dráha jako součást své magistrály mezi Vídní a německými hranicemi v Děčíně.
List povolení Františka Josefa Prvního ze dne 25. června 1870 udělil koncesionářům právo ke stavbě a užívání železnice z Nymburka k říšským hranicím u Děčína. Koncesionáři se zavázali, že výstavba začne do šesti měsíců a bude zprovozněna do čtyř let.
Dráhu vlastnila a provozovala Rakouská severozápadní dráha od ledna 1874 až do svého zestátnění 1. ledna 1908.
Trať byla zdvoukolejněna v úseku (Velký Osek) - Lysá nad Labem - Mělník k roku 1909 a dále došlo v průběhu 1. světové války v souvislosti se zvyšující se dopravou ke zdvoukolejnění zbývajícího úseku z Mělníka do Ústí nad Labem (a dále do Děčína). Zásadní přestavby se trať dočkala v 50. letech 20. století, kdy došlo k elektrizaci stejnosměrnou trakční soustavou 3000 V (zahájení elektrického provozu 29. prosince 1958). Současně s tím byl v mezistaničních úsecích zřízen automatický blok a dva krátké úseky byly též nahrazeny přeložkami. Jednalo se o spojnici mezi stanicemi Ústí nad Labem západ a Ústí nad Labem-Střekov a část trati v Litoměřicích, kde byl opuštěn tunel přímo ve městě a byla postavena zastávka Litoměřice město v současné podobě (vlaky osobní dopravy pak přestaly zastavovat ve stanici Litoměřice dolní nádraží). Tunel dnes slouží jako umělecká galerie.

### Nehody
V roce 1962 došlo mezi stanicí Sebuzín a zastávkou Libochovany ke srážce tří vlaků s tragickými následky.

## Provoz na trati
V roce 1900 byly podle tehdejšího jízdního řádu v provozu tyto stanice:
Lysá, Stará Boleslav, Dřísy, Všetaty-Přívory, Mělník, Mlazice, Liběchov, Štětí, Hoštka, Polepy, Křešice, Litoměřice, Litoměřice město, Žalhostice-Žernoseky, Libochovany, Zebuzín, Brná, Střekov
| období jízdního řádu                                        | číslo tratě a celkový rozsah tratě         | počet vlaků (v části tratě) |
| ----------------------------------------------------------- | ------------------------------------------ | --- |
| 1900                                                        | 42 Vídeň – Praha – Děčín                   | 1 R + 4 Os Lysá – Střekov |
| 1900                                                        | 47 Střekov – Ústí n. L. (Teplické nádr.)   | 10 Os |
| 1921 léto                                                   | 121b Lysá nad Labem – Všetaty–Přívory      | 5 Os |
| 1921 léto                                                   | 121a Praha – Mělník                        | 10 Os Všetaty-Přívory - Mělník |
| 1921 léto                                                   | 121 Praha – Všetaty-Přívory – Děčín        | 1 R + 5 Os Mělník - Střekov |
| 1921 léto                                                   | 122 Střekov – Ústí nad Labem               | 11 Os |
| 1928/29 zima                                                | 16 Lysá n. L. – Všetaty                    | 6 Os |
| 1928/29 zima                                                | 74a Praha – Mělník                         | 2 R + 9 0s Všetaty - Mělník |
| 1928/29 zima                                                | 74 Praha – Děčín                           | 2 R + 7 Os Mělník - Litoměřice, 2 R + 9 Os Litoměřice - Střekov                                                                      |
| 1928/29 zima                                                | 94 Střekov – Ústí n. Labem                 | 12 Os |
| 1937/38 zima                                                | 148 Lysá nad Labem – Všetaty               | 7 Os |
| 1937/38 zima                                                | 110 Praha – Děčín                          | 13 Os Všetaty - Mělník, 7 Os Mělník – Litoměřice, 10 Os Litoměřice - Střekov                                                         |
| 1937/38 zima                                                | 109 Střekov – Ústí nad Labem               | 22 Os |
| 1944/45                                                     | 505m Lysá nad Labem – Mělník – Liboch      | 5 Os Lysá nad Labem – Všetaty, 11 Os Všetaty - Mělník, 5 Os Mělník – Liboch                                                          |
| 1944/45                                                     | 162g Liboch – Tetschen                     | 6 Os Liboch – Aussig-Schreckenstein                                                                                                  |
| 1944/45                                                     | 162h Aussig-Schreckenstein – Aussig        | 10 Os |
| 1945/46                                                     | 6e Lysá nad Labem – Všetaty                | 9 Os |
| 1945/46                                                     | 6b (Praha -) Všetaty - Mělník – Děčín      | 1 R + 12 Os Všetaty - Mělník, 1 R + 7 Os Mělník –Střekov                                                                             |
| 1945/46                                                     | 6c Střekov – Ústí nad Labem                | 11 Os |
| 1959/60                                                     | 7b Lysá nad Labem – Všetaty – Děčín        | 1 R + 11 Os Lysá nad Labem – Všetaty, 1 R + 12 Os Všetaty – Mělník, 1 R + 9 Os Mělník - Ústí n. L.-Střekov                           |
| 1959/60                                                     | 7c Ústí n. L.-Střekov – Ústí n. L.-záp. n. | 2 Os |
| 1988/89                                                     | 072 Lysá nad Labem – Všetaty – Děčín       | 10 Os Lysá nad Labem – Všetaty, 13 Os Všetaty – Mělník, 8 Os Mělník - Ústí n. L.-Střekov                                             |
| 1988/89                                                     | 073 Ústí n. L.-Střekov – Ústí n. L.-západ  | 4 Os |
| 2002/03                                                     | 072 Lysá nad Labem – Ústí nad Labem-západ  | 6 R + 2 Sp + 11 Os |
| 2012/13                                                     | 072 Lysá nad Labem – Ústí nad Labem        | 8 R + 10 Os Lysá nad Labem - Všetaty, 8 R + 15 Os Všetaty - Mělník, 8 R + 11 Os Mělník - Štětí, 8 R + 14 Os Štětí – Ústí n. L.-západ |
| Vysvětlivky R – rychlík, Sp - spěšný vlak, Os – osobní vlak |                                            | |

## Navazující tratě

### Lysá nad Labem
- Železniční trať Praha – Lysá nad Labem – Kolín
- Železniční trať Lysá nad Labem – Milovice

### Všetaty
- Železniční trať Praha–Turnov

### Mělník
- Železniční trať Mladá Boleslav – Mělník

### Velké Žernoseky
- Železniční trať Lovosice – Česká Lípa

### Ústí nad Labem-Střekov
- Železniční trať Ústí nad Labem – Velké Březno – Děčín

### Ústí nad Labem západ
- Železniční trať Ústí nad Labem – Chomutov

## Stanice a zastávky

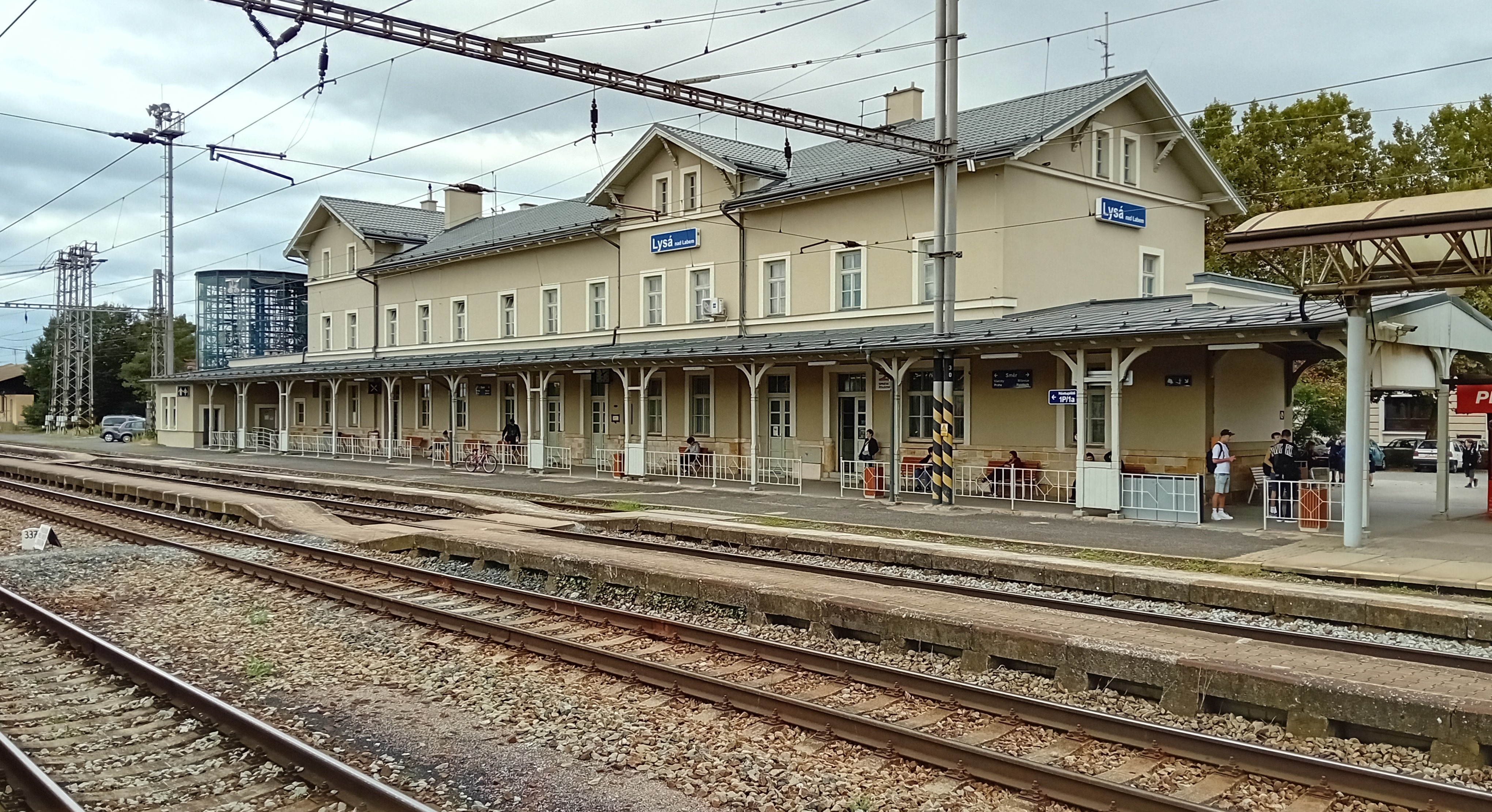
Lysá nad Labem
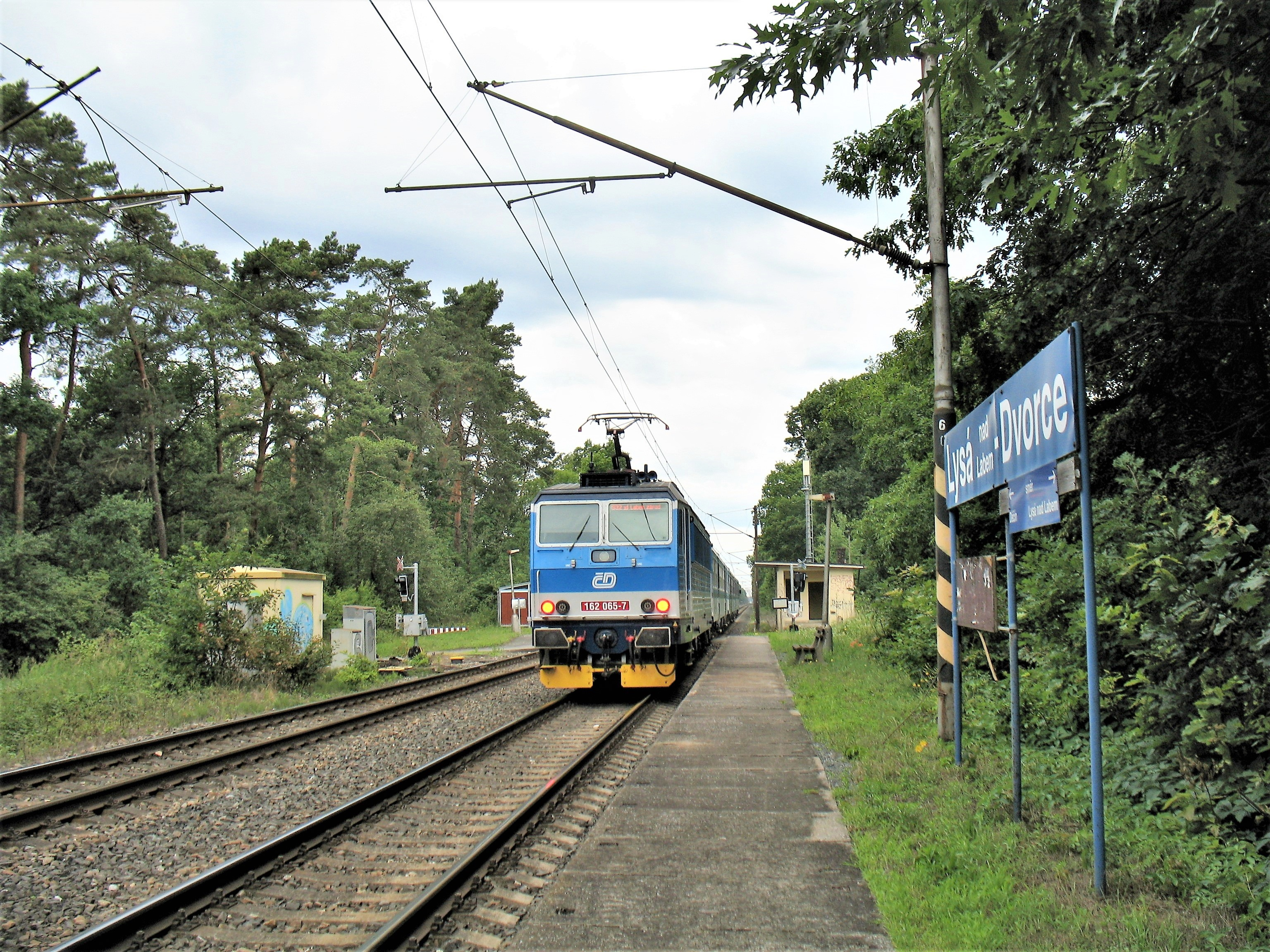
Dvorce
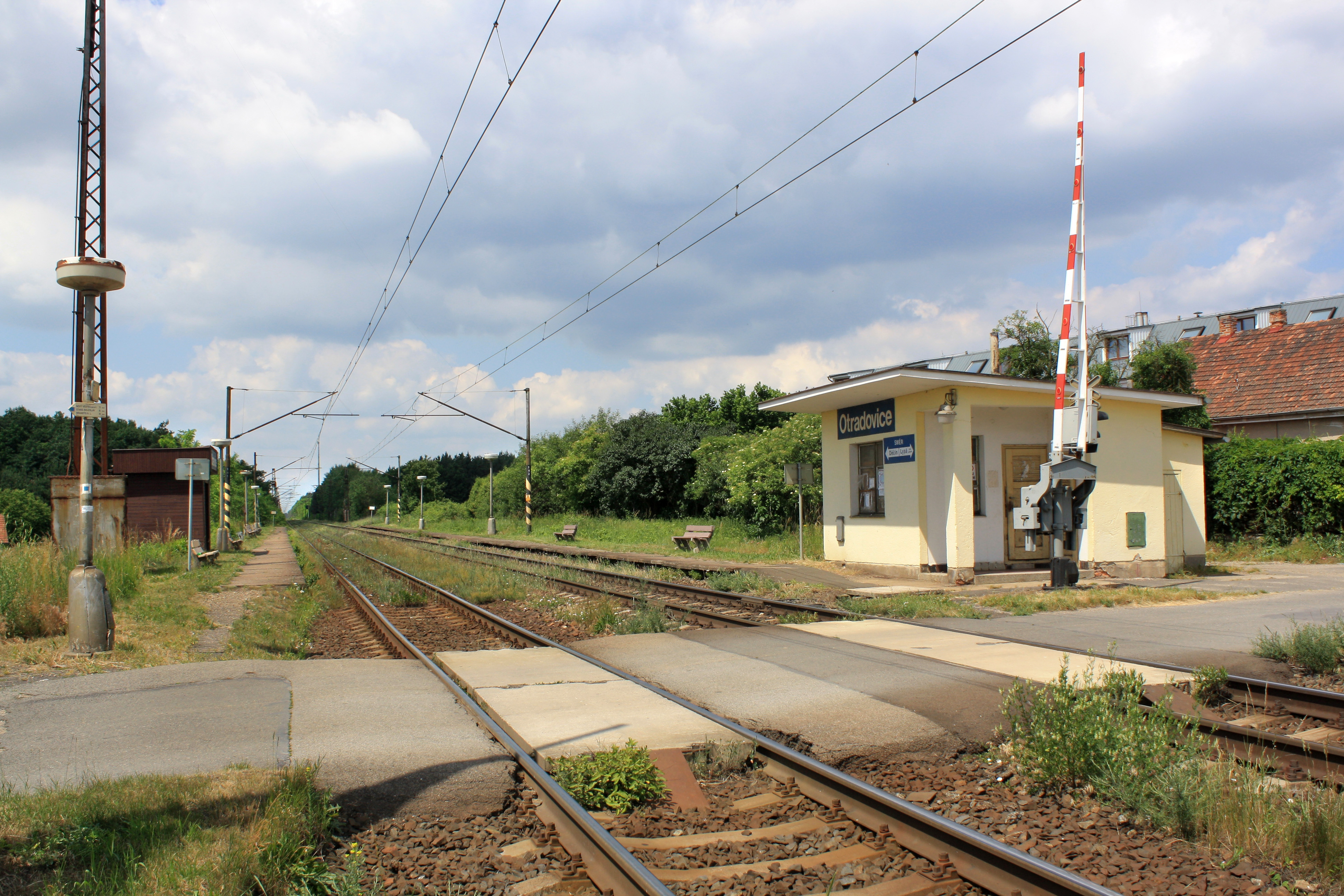
Otradovice
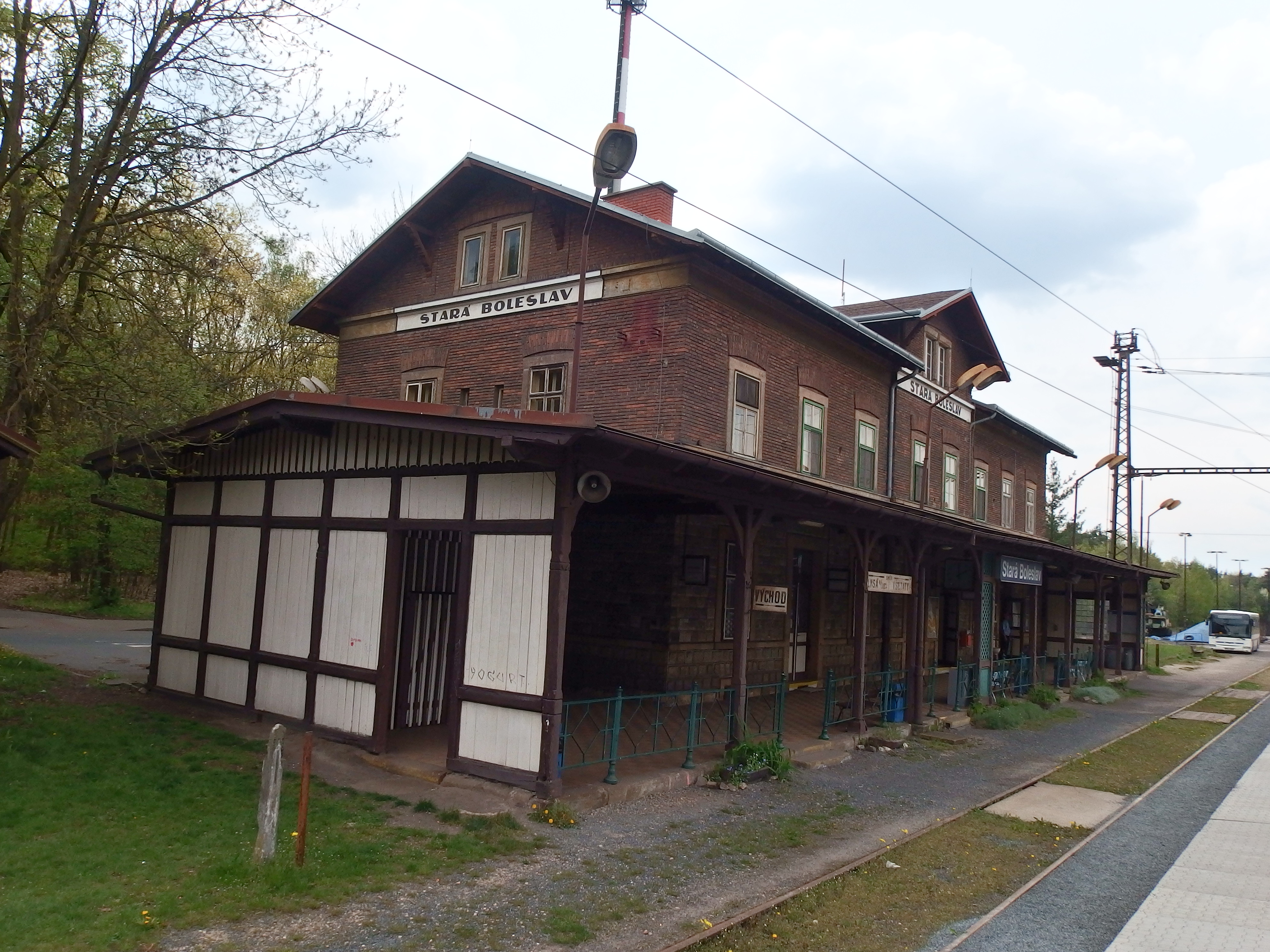
Stará Boleslav
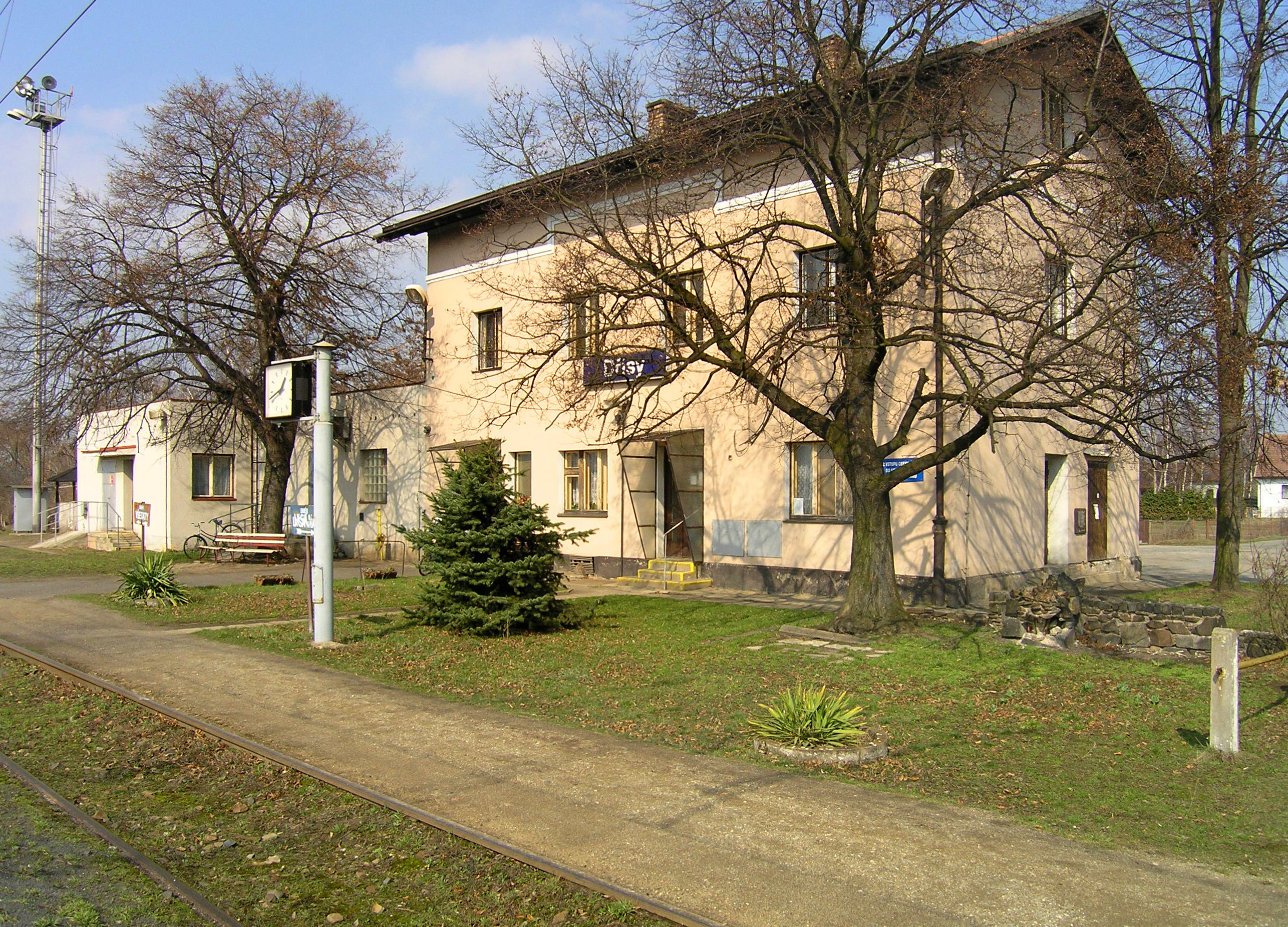
Dřísy
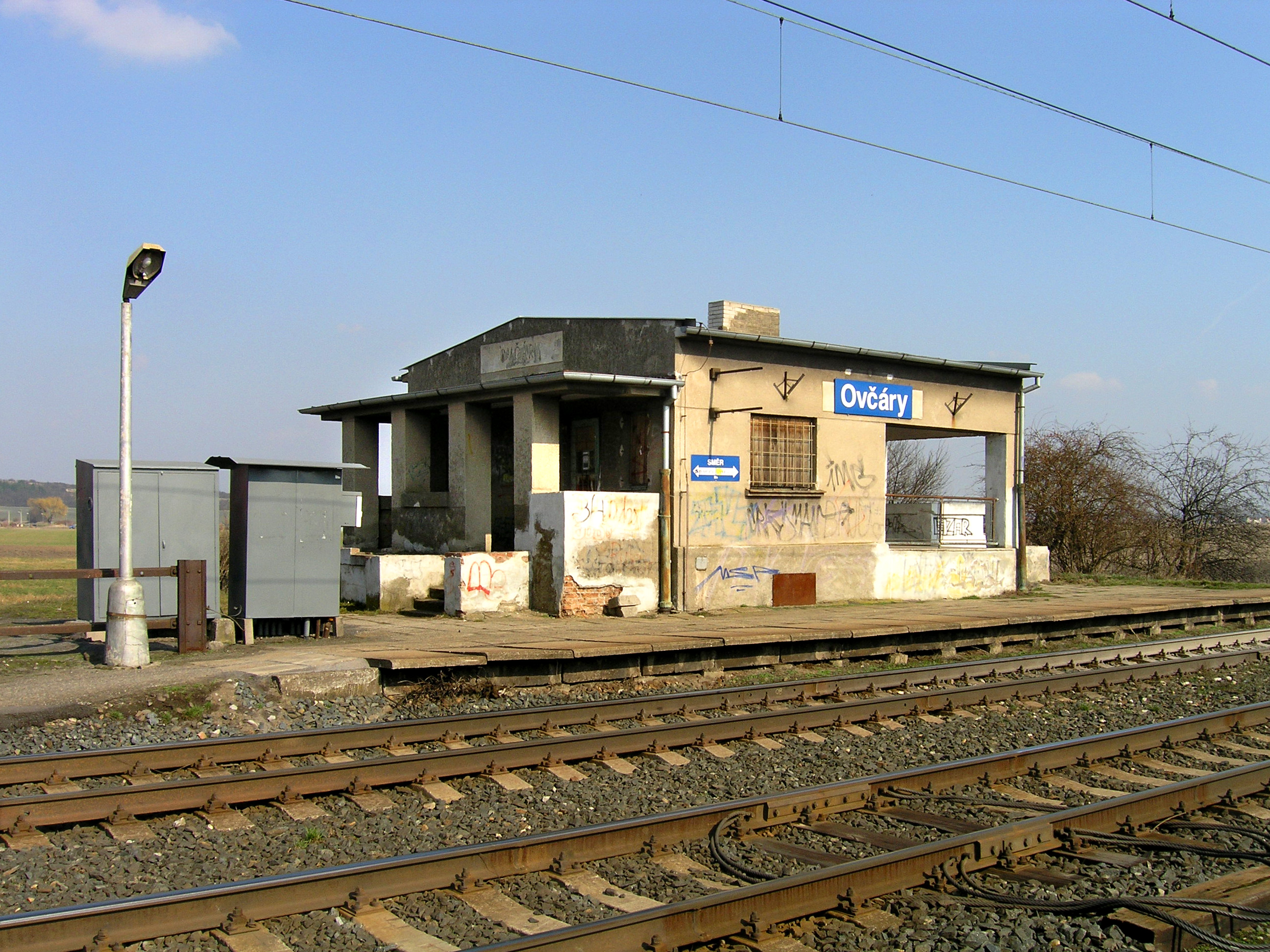
Ovčáry
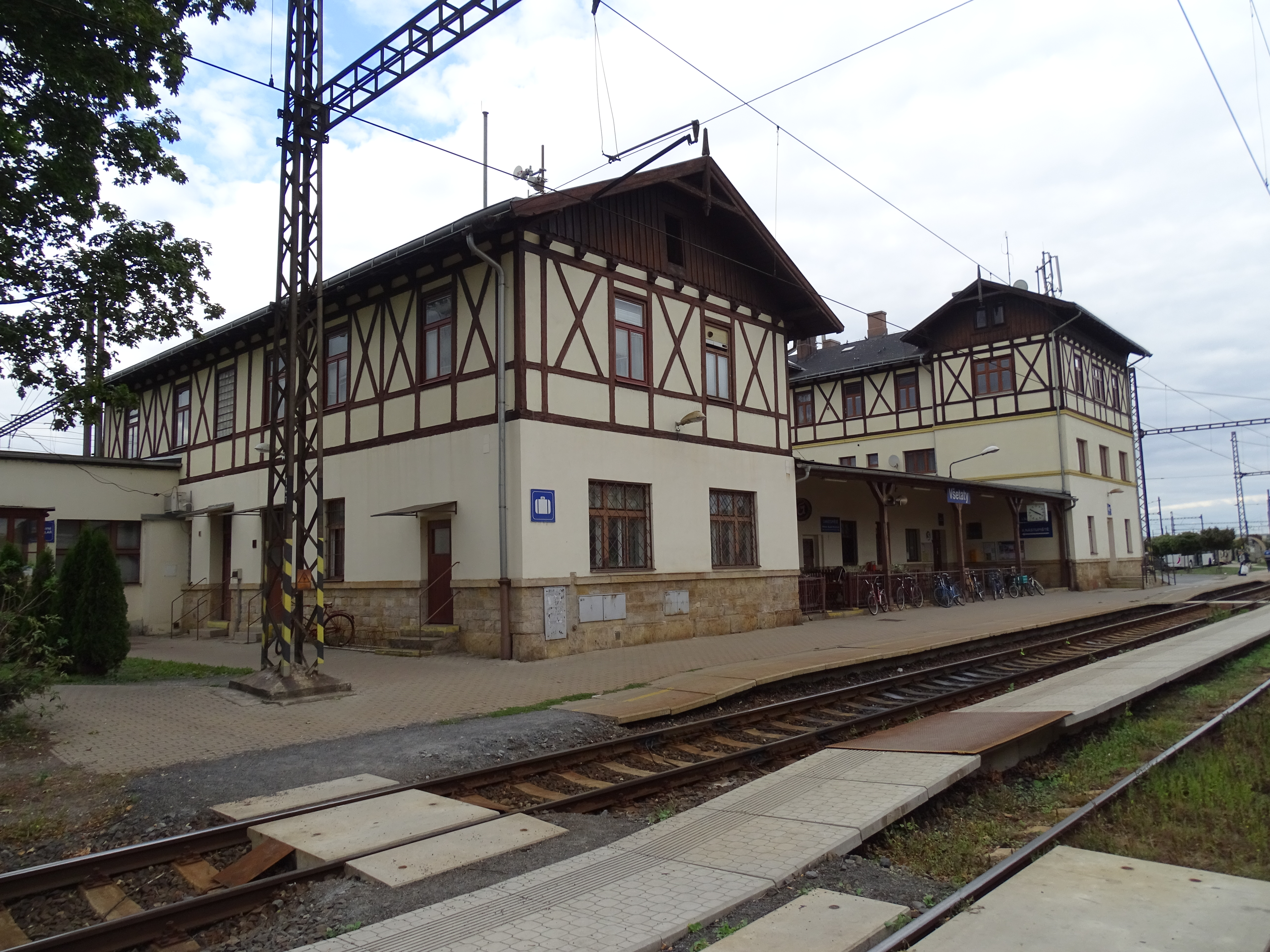
Všetaty
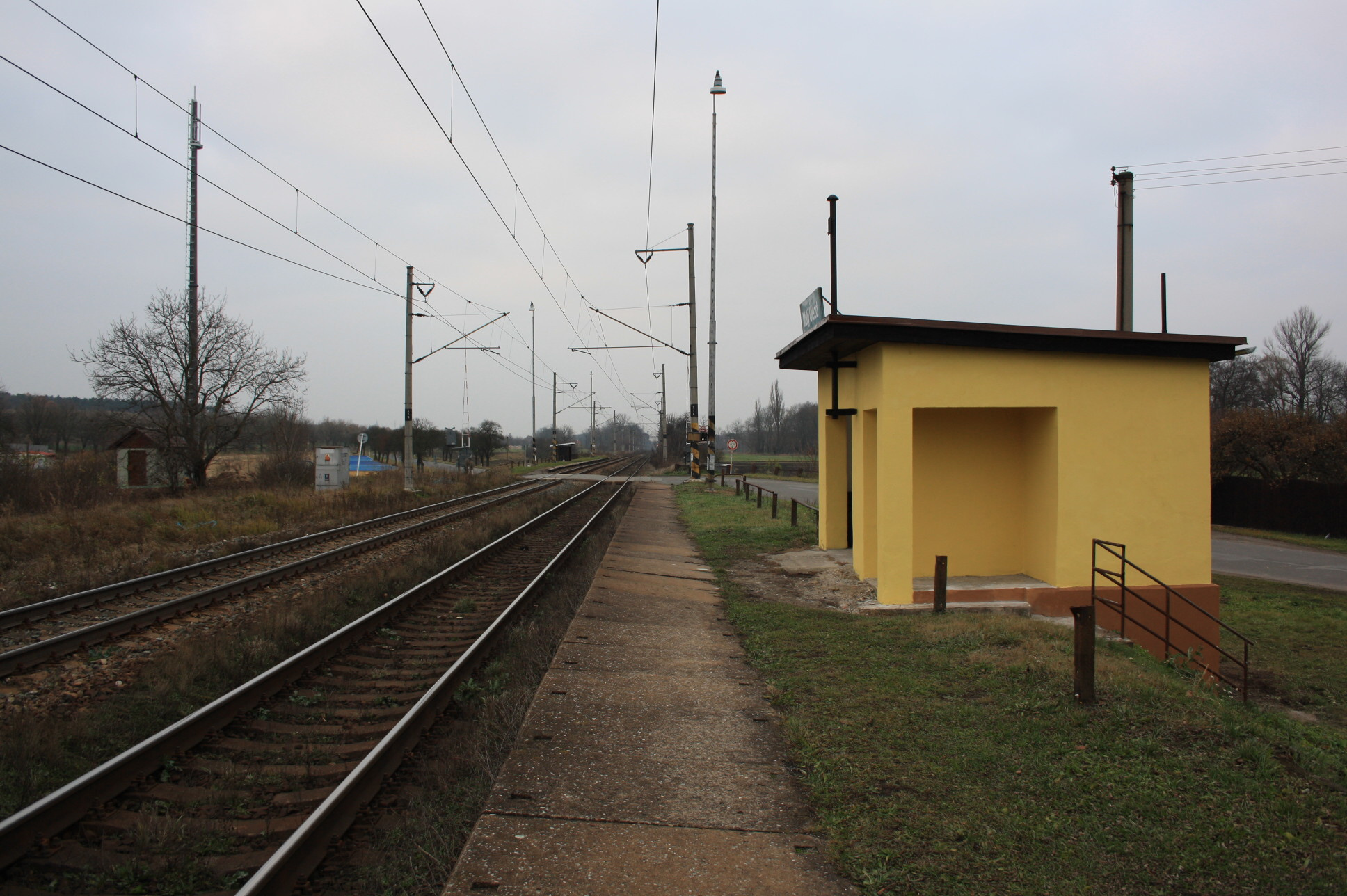
Malý Újezd
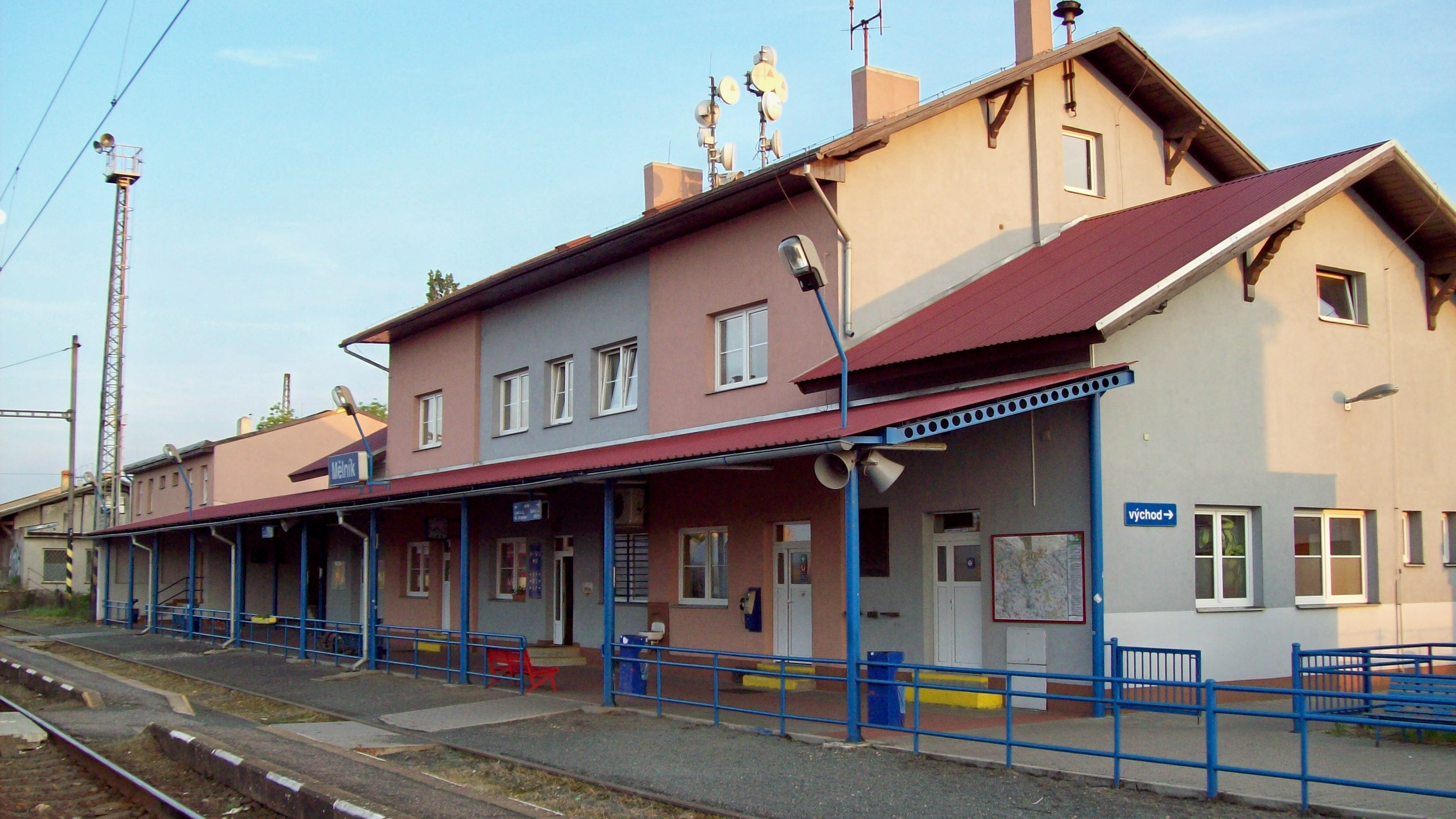
Mělník
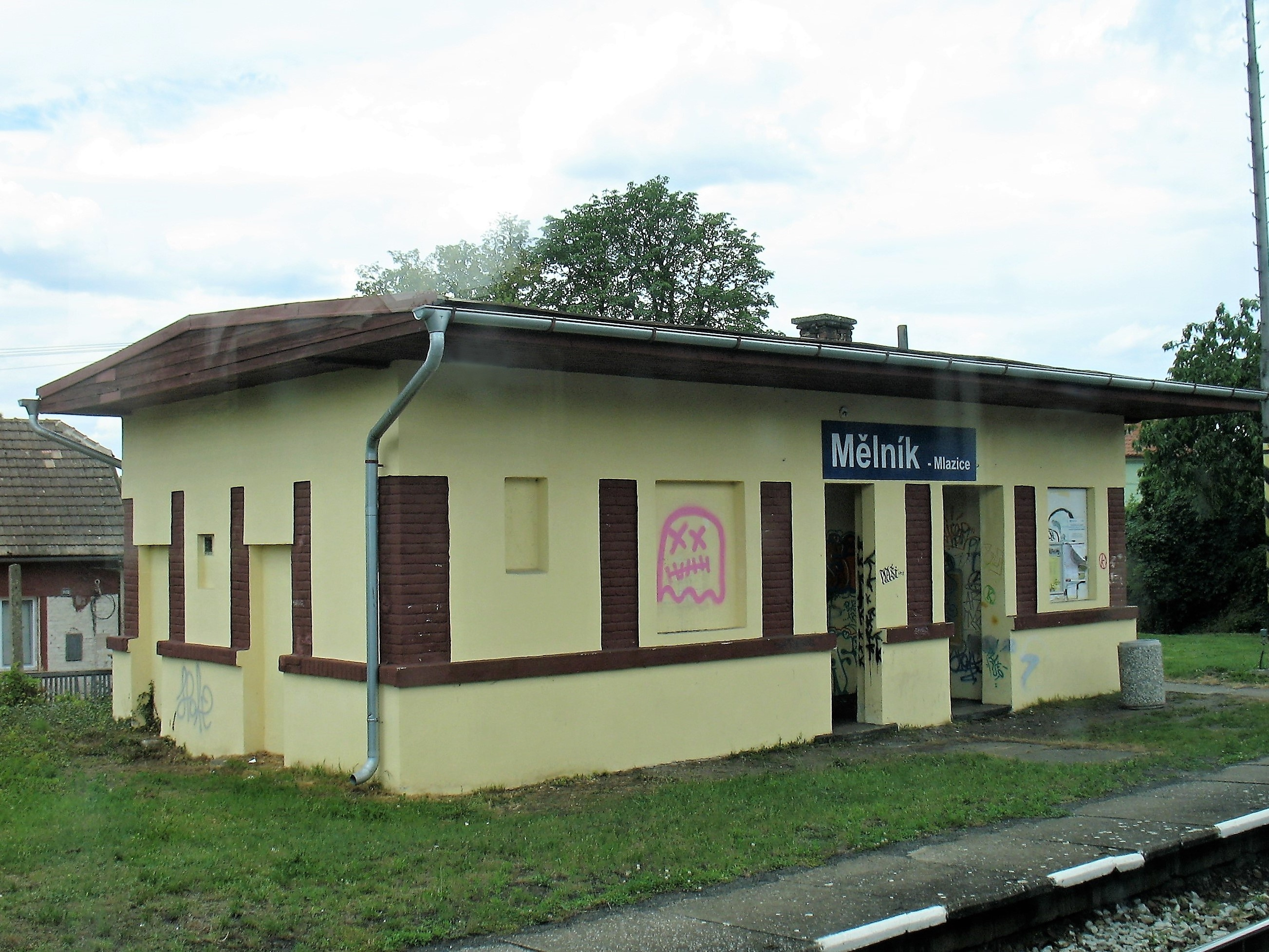
Mělník-Mlazice
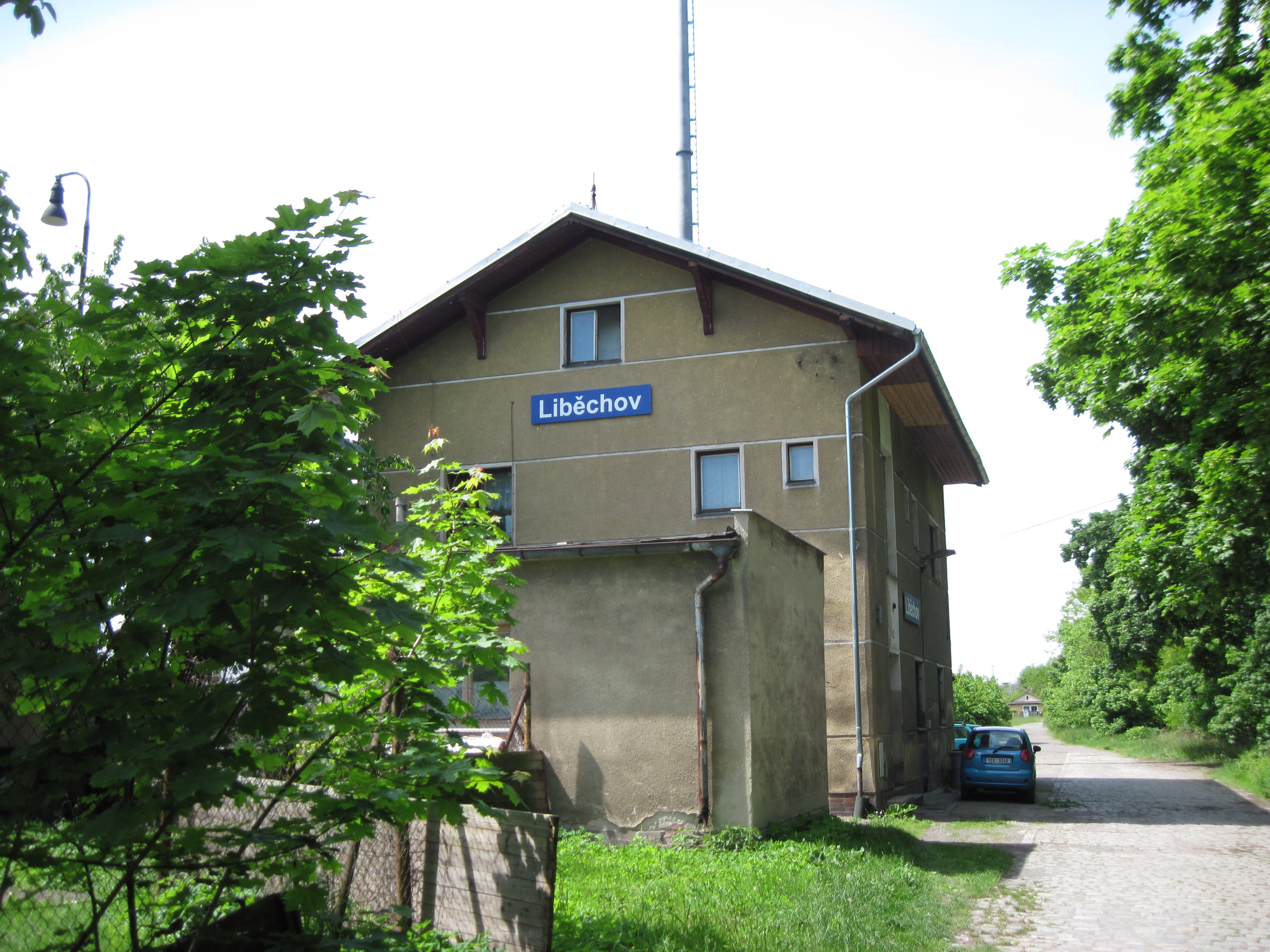
Liběchov
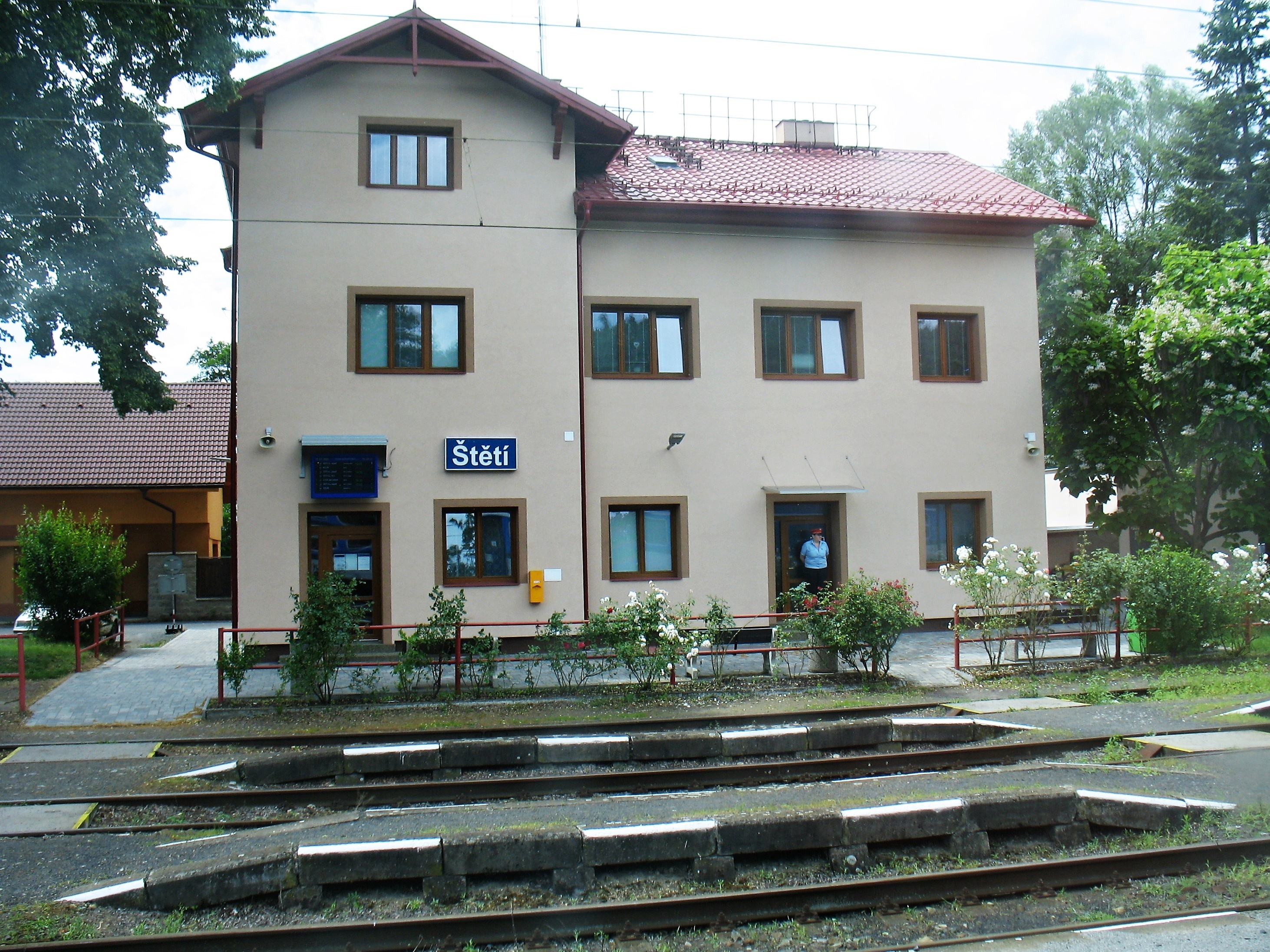
Štětí
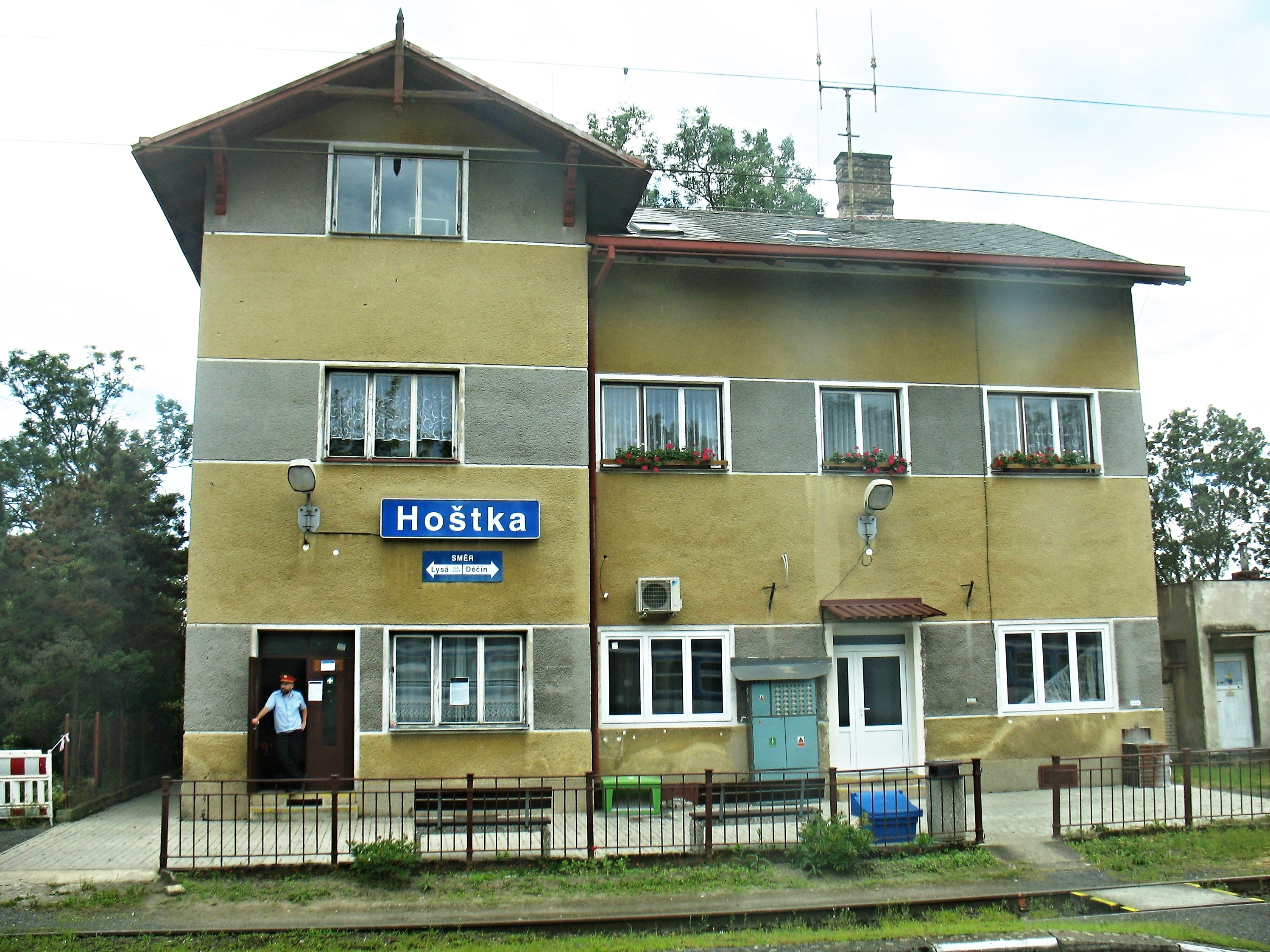
Hoštka
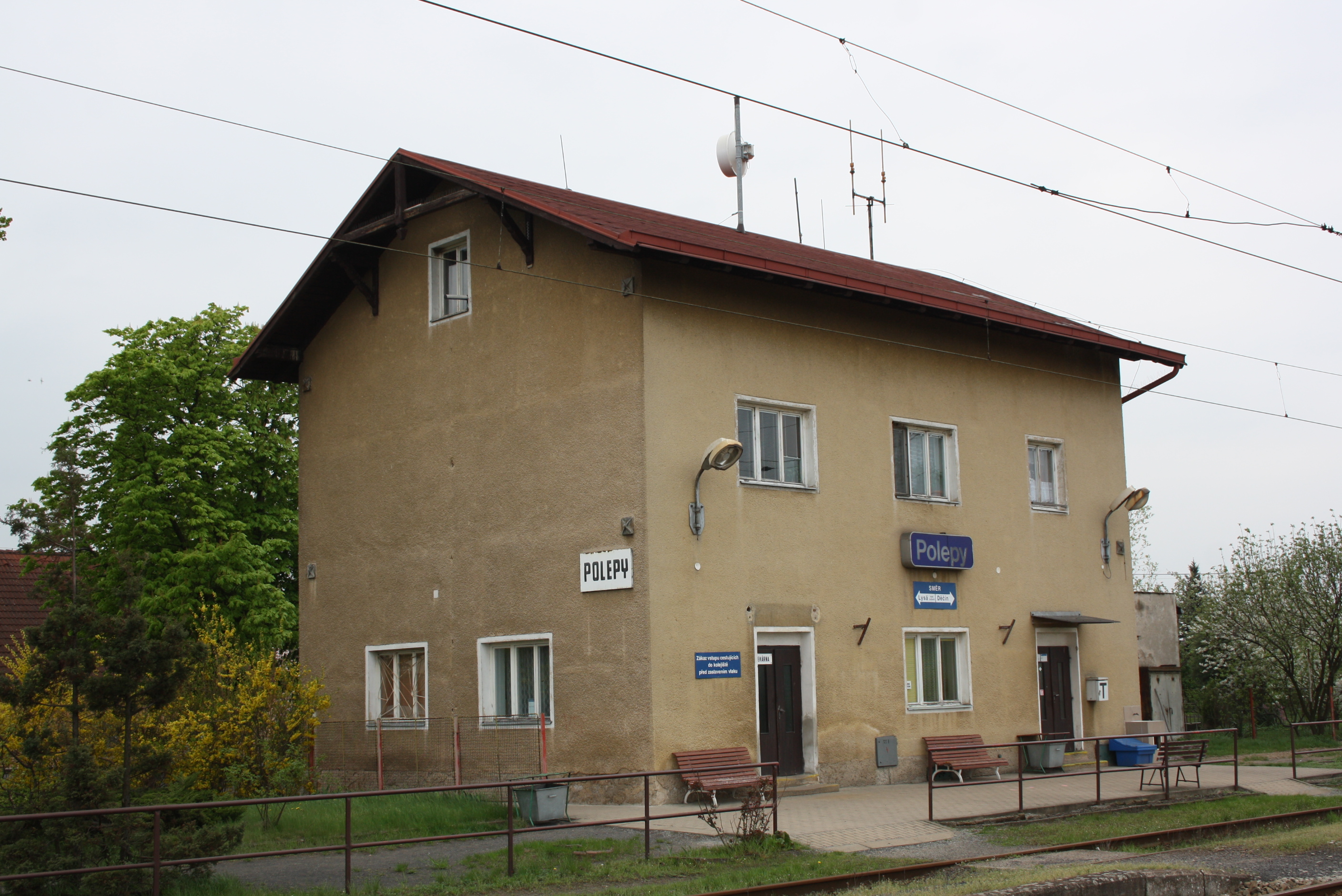
Polepy
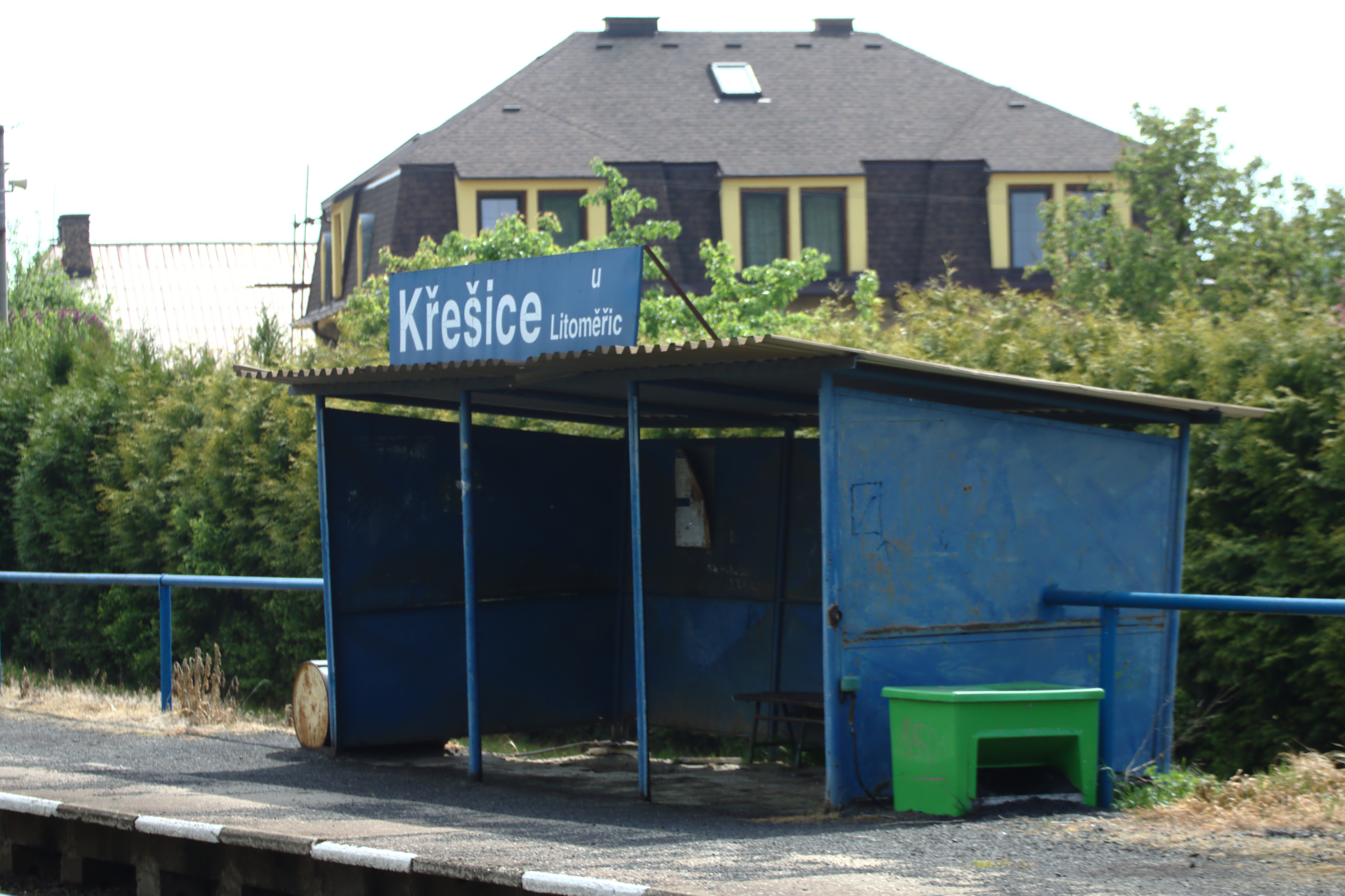
Křešice u Litoměřic
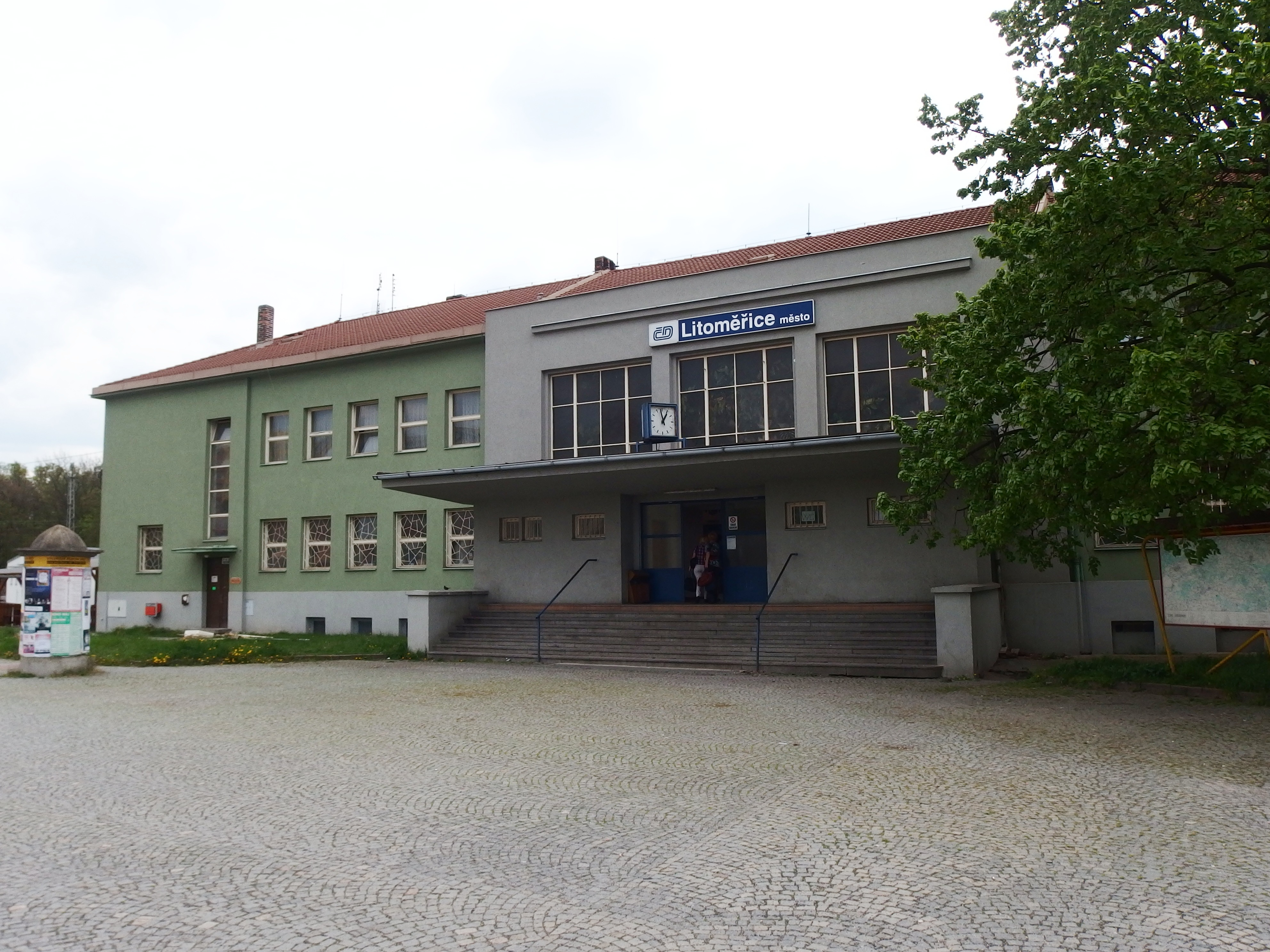
Litoměřice město
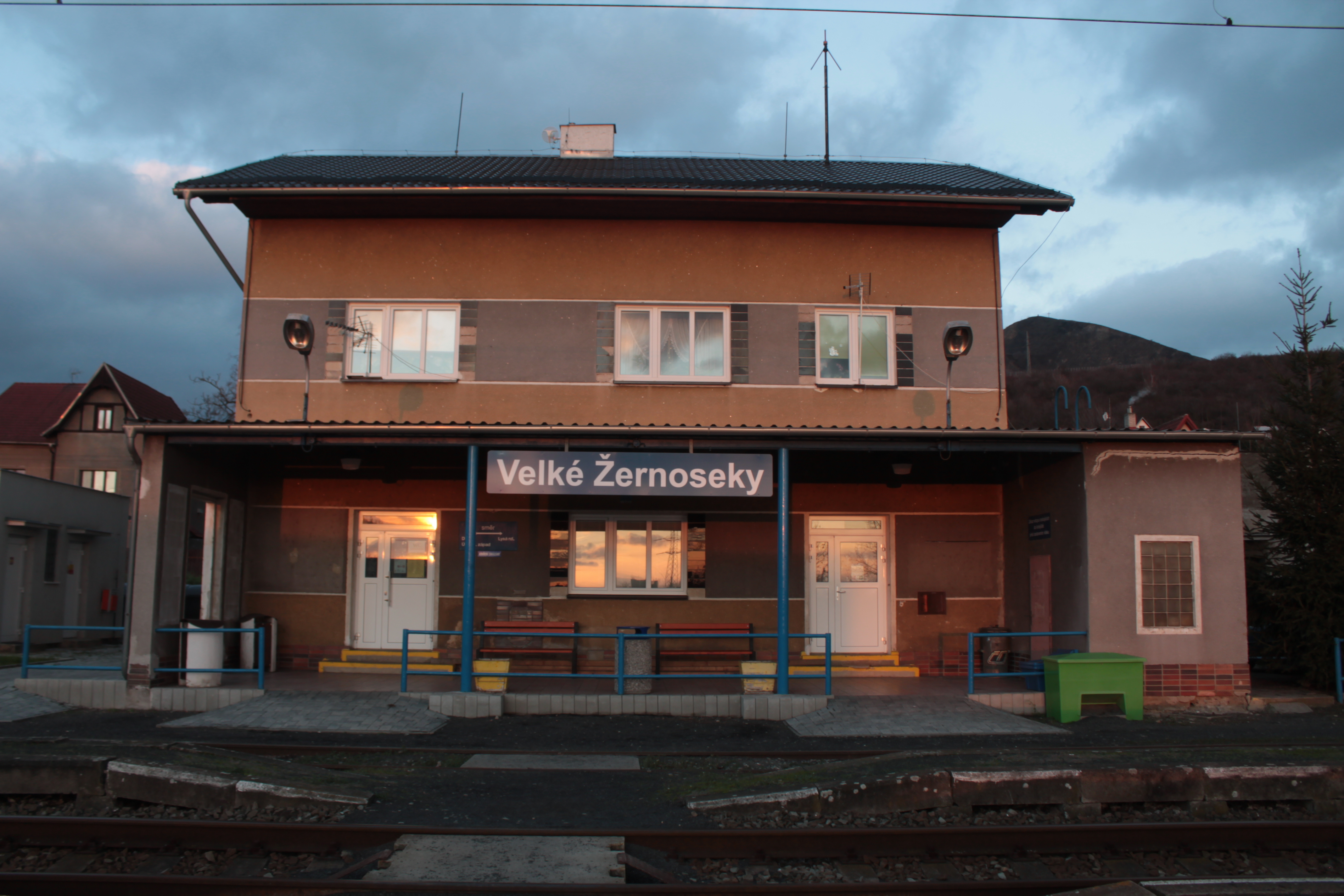
Velké Žernoseky
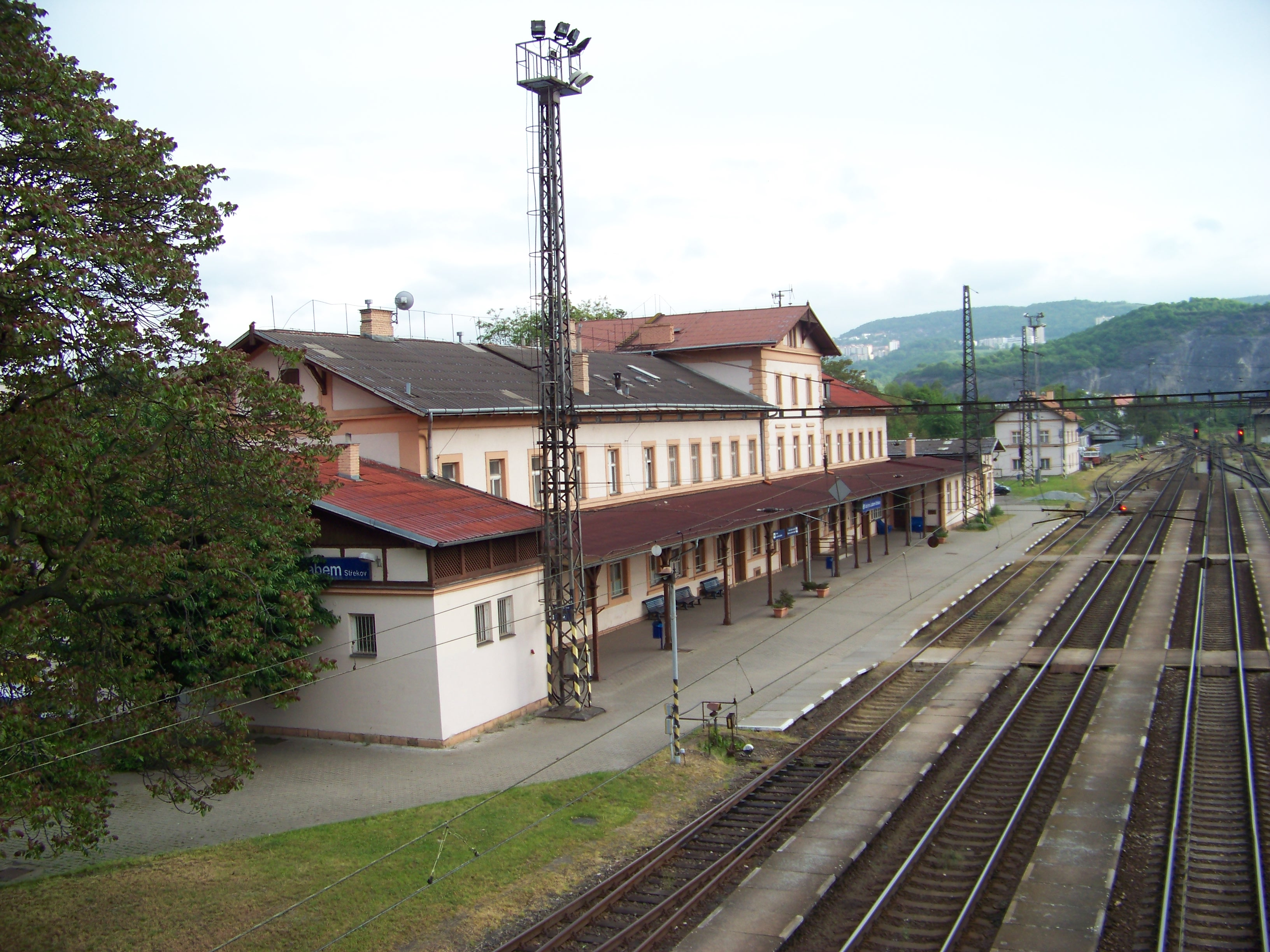
Ústí nad Labem-Střekov
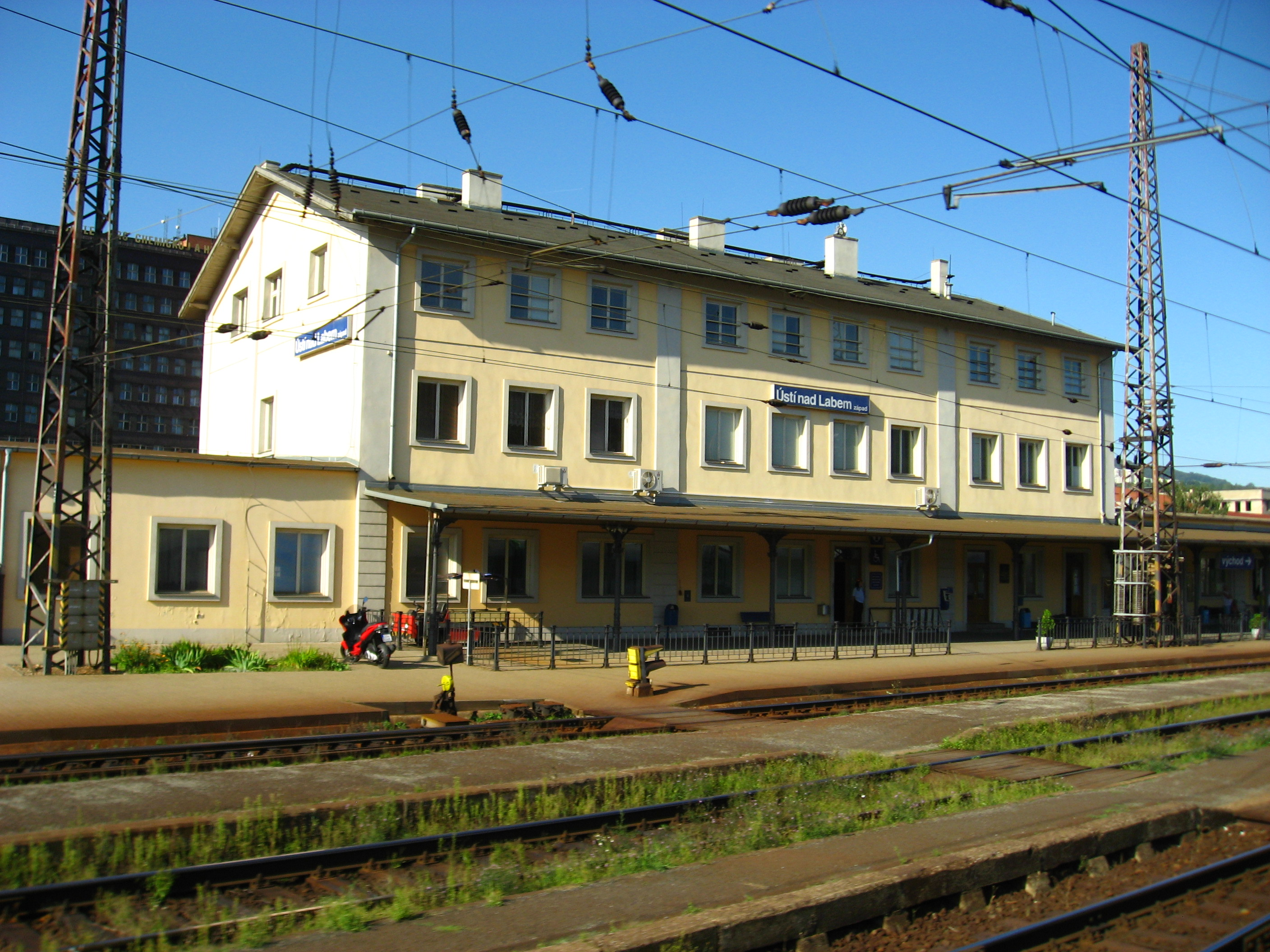
Ústí nad Labem západ